# Benjamin Marc Ramaroson
Benjamin Marc Balthason Ramaroson (Manakara, 25 aprile 1955) è un arcivescovo cattolico malgascio, dal 27 novembre 2013 arcivescovo metropolita di Antsiranana.

## Biografia

### Formazione e ministero sacerdotale
Dopo aver conseguito il baccellierato in matematica, è entrato nell'ordine, dove ha emesso la professione religiosa il 15 ottobre 1980 ed è stato ordinato sacerdote il 15 agosto 1984.
Dopo l'ordinazione ha studiato alla Pontificia Università Gregoriana, dove cha conseguito il dottorato in teologia spirituale. È stato nominato docente di teologia morale e direttore del noviziato dei padri lazzaristi.
Dal 2001 al 2005 è stato superiore provinciale dei padri lazzaristi in Madagascar.

### Ministero episcopale
Il 26 novembre 2005 papa Benedetto XVI lo ha nominato vescovo di Farafangana.
Ha ricevuto l'ordinazione episcopale il 25 marzo 2006 dalle mani dell'arcivescovo di Fianarantsoa Fulgence Rabemahafaly, co-consacranti il vescovo emerito di Tôlagnaro Jean-Pierre-Dominique Zévaco e il vescovo di Ihosy Philippe Ranaivomanana.
Il 27 novembre 2013 papa Francesco lo ha promosso arcivescovo metropolita di Antsiranana. Ha preso possesso dell'arcidiocesi il 25 gennaio 2014.
Dal 13 settembre 2019 al 15 gennaio 2023 è stato anche amministratore apostolico di Ambanja.

## Genealogia episcopale
La genealogia episcopale è:
- Cardinale Scipione Rebiba
- Cardinale Giulio Antonio Santori
- Cardinale Girolamo Bernerio, O.P.
- Arcivescovo Galeazzo Sanvitale
- Cardinale Ludovico Ludovisi
- Cardinale Luigi Caetani
- Cardinale Ulderico Carpegna
- Cardinale Paluzzo Paluzzi Altieri degli Albertoni
- Papa Benedetto XIII
- Papa Benedetto XIV
- Papa Clemente XIII
- Cardinale Giovanni Carlo Boschi
- Cardinale Bartolomeo Pacca
- Papa Gregorio XVI
- Cardinale Castruccio Castracane degli Antelminelli
- Cardinale Paul Cullen
- Arcivescovo Joseph Dixon
- Arcivescovo Daniel McGettigan
- Cardinale Michael Logue
- Cardinale Patrick Joseph O'Donnell
- Vescovo John Gerald Neville, C.S.Sp.
- Vescovo Auguste Julien Pierre Fortineau, C.S.Sp.
- Arcivescovo Xavier Ferdinand Thoyer, S.I.
- Arcivescovo Gilbert Ramanantoanina, S.I.
- Cardinale Victor Razafimahatratra
- Arcivescovo Philibert Randriambololona, S.I.
- Arcivescovo Fulgence Rabemahafaly
- Arcivescovo Benjamin Marc Balthason Ramaroson, C.M.